# Liste des intercommunalités de la Meuse

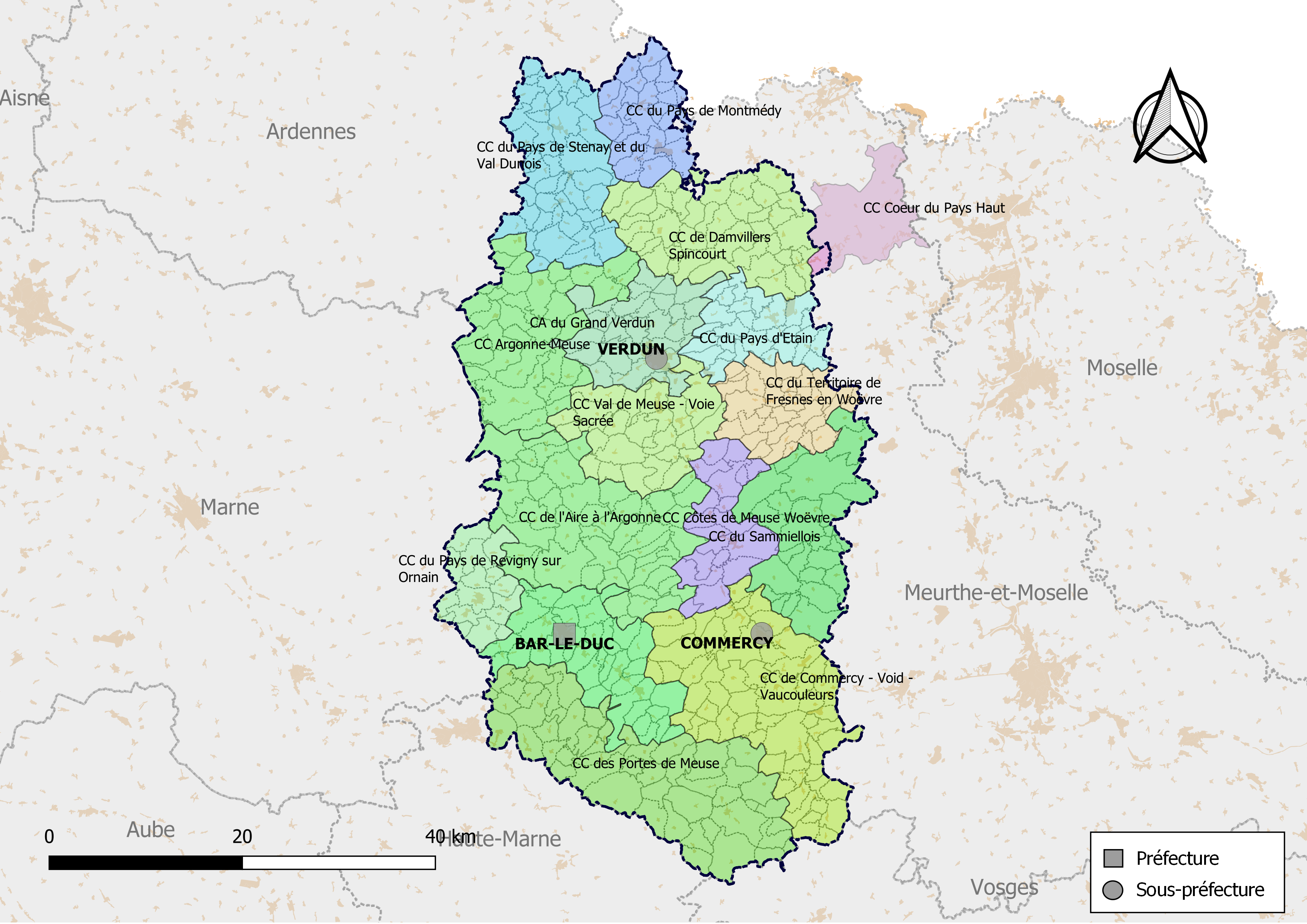
Carte des EPCI de la Meuse au 1er janvier 2019.

Depuis le 1er janvier 2017, le département de la Meuse compte 15 établissements publics de coopération intercommunale à fiscalité propre dont le siège est dans le département (2 communautés d'agglomération et 13 communautés de communes). Par ailleurs 24 communes sont groupées dans une intercommunalité dont le siège est situé hors département.

## Intercommunalités à fiscalité propre

Les communautés de communes de la Meuse en 2015

| Forme juridique                                           | Nom                                           | no SIREN  | Date de création | Nombre de communes       | Population (der. pop. légale) | Superficie (km2) | Densité (hab./km2) | Siège                       | Président          |
| --------------------------------------------------------- | --------------------------------------------- | --------- | ---------------- | ------------------------ | ----------------------------- | ---------------- | ------------------ | --------------------------- | ------------------ |
| Communauté d'agglomération                                | CA de Bar-le-Duc - Sud Meuse                  | 200033025 | 1er janvier 2013 | 33                       | 33 812 (2021)                 | 400,0            | 85                 | Bar-le-Duc                  | Martine Joly       |
| Communauté d'agglomération                                | CA du Grand Verdun                            | 200049187 | 1er janvier 2015 | 25                       | 27 228 (2021)                 | 300,90           | 91                 | Verdun                      | Samuel Hazard      |
| Communauté de communes                                    | CC de Commercy - Void – Vaucouleurs           | 200066157 | 1er janvier 2017 | 54                       | 21 997 (2021)                 | 710,20           | 31                 | Commercy                    | Francis Leclerc    |
| Communauté de communes                                    | CC des Portes de Meuse                        | 200066108 | 1er janvier 2017 | 51                       | 16 118 (2021)                 | 755,60           | 21                 | Montiers-sur-Saulx          | Stéphane Martin    |
| Communauté de communes                                    | CC du Pays de Stenay et du Val Dunois         | 200066132 | 1er janvier 2017 | 41                       | 9 497 (2021)                  | 440,90           | 22                 | Stenay                      | Daniel Guichard    |
| Communauté de communes                                    | CC Val de Meuse - Voie Sacrée                 | 200066165 | 1er janvier 2017 | 25                       | 8 950 (2021)                  | 350,0            | 26                 | Dieue-sur-Meuse             | Serge Nahant       |
| Communauté de communes                                    | CC du Sammiellois                             | 245500327 | 1er janvier 2000 | 19                       | 8 324 (2021)                  | 247,60           | 34                 | Saint-Mihiel                | Régis Mesot        |
| Communauté de communes                                    | CC de Damvillers Spincourt                    | 200066173 | 1er janvier 2017 | 41                       | 8 090 (2021)                  | 492,40           | 16                 | Spincourt                   | Jean-Marie Missler |
| Communauté de communes                                    | CC du pays d'Étain                            | 245501242 | 1er janvier 1999 | 26                       | 7 484 (2021)                  | 239,10           | 31                 | Étain                       | Philippe Gerardy   |
| Communauté de communes                                    | CC du Pays de Revigny-sur-Ornain              | 245501184 | 1er janvier 2005 | 16                       | 6 955 (2021)                  | 184,40           | 38                 | Revigny-sur-Ornain          | Anne Roussel       |
| Communauté de communes                                    | CC Argonne-Meuse                              | 200066116 | 1er janvier 2017 | 38                       | 6 935 (2021)                  | 493,90           | 14                 | Clermont-en-Argonne         | Sébastien Jadoul   |
| Communauté de communes                                    | CC du pays de Montmédy                        | 245501259 | 1er janvier 1999 | 25                       | 6 923 (2021)                  | 243,70           | 28                 | Montmédy                    | Jean-Marie Bradfer |
| Communauté de communes                                    | CC De l'Aire à l'Argonne                      | 200066140 | 1er janvier 2017 | 47                       | 6 409 (2021)                  | 663,40           | 10                 | Beausite                    | Martine Aubry      |
| Communauté de communes                                    | CC Côtes de Meuse Woëvre                      | 200034874 | 1er janvier 2013 | 25                       | 5 987 (2021)                  | 421,80           | 14                 | Vigneulles-lès-Hattonchâtel | Sylvain Denoyelle  |
| Communauté de communes                                    | CC du Territoire de Fresnes en Woëvre         | 245501176 | 1er janvier 1997 | 32                       | 4 775 (2021)                  | 256,80           | 19                 | Fresnes-en-Woëvre           | Laurent Joyeux     |
| Intercommunalité dont le siège est situé hors département |                                               |           |                  |                          |                               |                  |                    |                             |                    |
| Communauté de communes                                    | CC Pays de l'Audunois et du Bassin de Landres | 200070290 | 1er janvier 2017 | 25 (dont une dans le 55) | 23 226 (2021)                 | 210,50           | 110                | Audun-le-Roman (54)         | Daniel Matergia    |

### Historique des structures intercommunales

#### 2000
- Le « SIVOM de Revigny-sur-Ornain » est remplacé par la « Communauté de communes du Pays de Revigny-sur-Ornain ».

#### 2002
- La « Communauté de communes du Verdunois », comportant 38 membres, est dissoute et se reforme sous le nom de « Communauté de communes de Verdun » avec seulement 5 communes.

#### 2007
- La « Communauté de communes de Souilly » est renommée « Communauté de communes Meuse-Voie sacrée ».

#### 2013
La Réforme territoriale entraîne plusieurs modifications.
- Création de la « Communauté d'agglomération Bar-le-Duc Sud Meuse » à partir de la fusion de :
  - la « Communauté de communes de Bar-le-Duc »
  - la « Communauté de communes du Centre Ornain »
- Création de « Communauté de communes Côtes de Meuse - Woëvre » à partir de la fusion de :
  - la « Communauté de communes de la Petite Woëvre »
  - la « Communauté de communes du Pays de Vigneulles lès Hattonchâtel »

#### 2015
- Création de la « Communauté d'agglomération du Grand Verdun » à partir de la fusion de[17] :
  - la « communauté de communes de Charny-sur-Meuse »
  - la « communauté de communes de Verdun »
  - l'ajout de la commune de Belleray

#### 2017
- Création de la communauté de communes Argonne-Meuse par fusion de la communauté de communes du Centre Argonne et de la communauté de communes de Montfaucon-Varennes-en-Argonne.
- Création de la communauté de communes de Commercy - Void - Vaucouleurs par fusion de la communauté de communes du Val des Couleurs, de la communauté de communes de Void et de la communauté de communes du Pays de Commercy.
- Création de la communauté de communes de Damvillers Spincourt par fusion de la communauté de communes du Pays de Spincourt et de la communauté de communes de la Région de Damvillers.
- Création de la communauté de communes du Pays de Stenay et du Val Dunois par fusion de la communauté de communes du Pays de Stenay et de la communauté de communes du Val Dunois.
- Création de la communauté de communes Entre Aire et Meuse - Triaucourt-Vaubécourt par fusion de la communauté de communes Entre Aire et Meuse et de la communauté de communes de Triaucourt Vaubecourt.
- Création de la communauté de communes Haute Saulx et Perthois-Val d'Ornois par fusion de la communauté de communes de la Haute Saulx, de la communauté de communes de la Saulx et du Perthois et de la communauté de communes du Val d'Ornois.
- Création de la communauté de communes Val de Meuse - Voie Sacrée par fusion de la communauté de communes du Val de Meuse et de la Vallée de la Dieue et de la communauté de communes Meuse-Voie sacrée.
- Création de la communauté de communes Pays de l'Audunois et du Bassin de Landres par fusion de la communauté de communes du Bassin de Landres et de la communauté de communes du Pays Audunois (Meurthe-et-Moselle).

## Syndicats de communes
- FUCLEM, Fédération Unifiée des Collectivités Locales pour l'Électricité en Meuse. (Syndicat mixte créé en 1997, siège : Bar-le-Duc)
- SMET, Syndicat Mixte d'Études et de Traitement des déchets ménagers et assimilés de la Meuse (créé en 2014, siège : Dieue-sur-Meuse)
- Syndicat intercommunal à vocations multiples des sources de l'Aire (siège : Nançois-le-Grand)
- Syndicat intercommunal à vocations multiples du Val de Meuse (siège : Dieue-sur-Meuse)
- Syndicat mixte du Haut Barrois (siège : Nançois-sur-Ornain)